# Bernáth József (szakács)
Bernáth József Bálint (Kunhegyes, 1982. április 2. –) magyar kreatív séf.

## Életpályája
Egy catering cégnél kezdett, Harmath Csaba irányítása alatt. Később Pethő Balázzsal dolgozott, majd Balatonszemesen Csapody Balázs és Jahni László munkatársa volt. Ezután Lyonban dolgozott Nicolas Le Bec éttermében, majd Londonba került. 2014-ben jött vissza Magyarországra, A konyhafőnök forgatására és azóta is Magyarországon dolgozik.

## Televíziós szereplései
2014. szeptember 1-től az RTL Klub csatornán A konyhafőnök magyar televíziós főzőshow első három évadának az egyik zsűrije.
2015-ben az RTL II csatornán A konyhafőnök Junior első évadának zsűrije.
2020. augusztus 24-től a TV2 (Magyarország) csatornán a Love Bistro első évadának zsűrije.

## Könyvei
- Így főz Bernáth József stílusosan, lezseren (2016)[5]
- Legyél te is a konyhád mestere (2016)[5]
- Szörnyen jó szakácskönyv (2017)[5]
- Édes emlékek Anyukámtól (2018)[5]
- Magyar bisztrókonyha (2020)[5]